# 桂山街道
桂山街道，是中华人民共和国云南省玉溪市新平彝族傣族自治县下辖的一个乡镇级行政单位。

## 行政区划
桂山街道下辖以下地区：
五桂社区、凤凰社区、青龙社区、太平社区和亚尼社区。